# Трамваи-памятники в Казани
Трамваи-памятники в Казани — три исторических трамвая (один подлинный и два репликатора), установленные в качестве памятника на «аллее Славы» перед офисом МУП «Метроэлектротранс», ул. Петербургская.
Экспозиция из трёх трамваев-памятников под открытым небом была открыта 9 мая 2010 года в честь 65-летия победы в Великой Отечественной войне.
- Трамвай № 24 — трамвай типа Х, единственный подлинный трамвай экспозиции[3]. В 1932—1936 годах вагоновожатым этого трамвая работал Иван Кабушкин, впоследствии — Герой Советского Союза[1][2].
- Вагон конки — реплика вагона конки с империалом[3].
- Бельгийский вагон — реплика бельгийского электрического трамвая на базе служебного трамвая типа ГС[3].

## Галерея

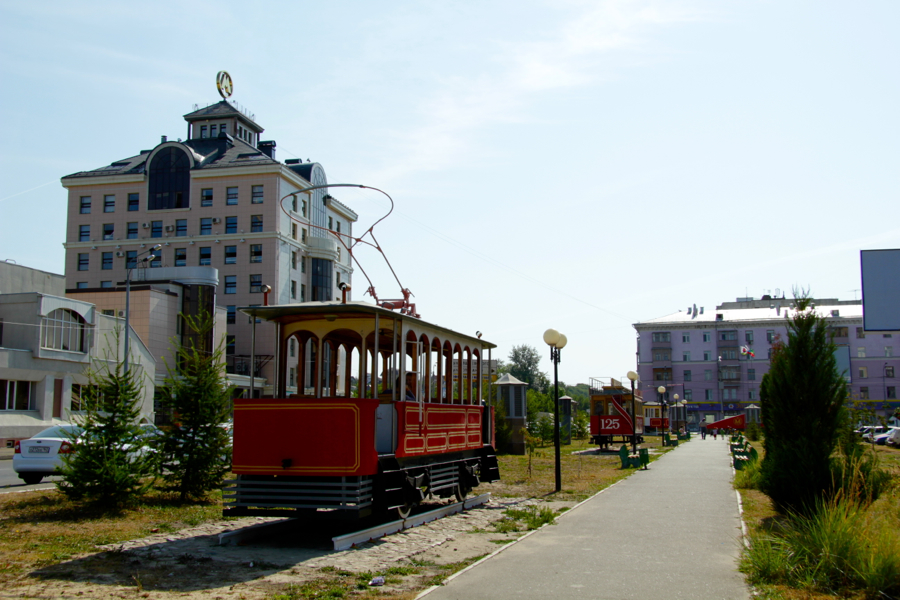
«Аллея Славы», общий вид
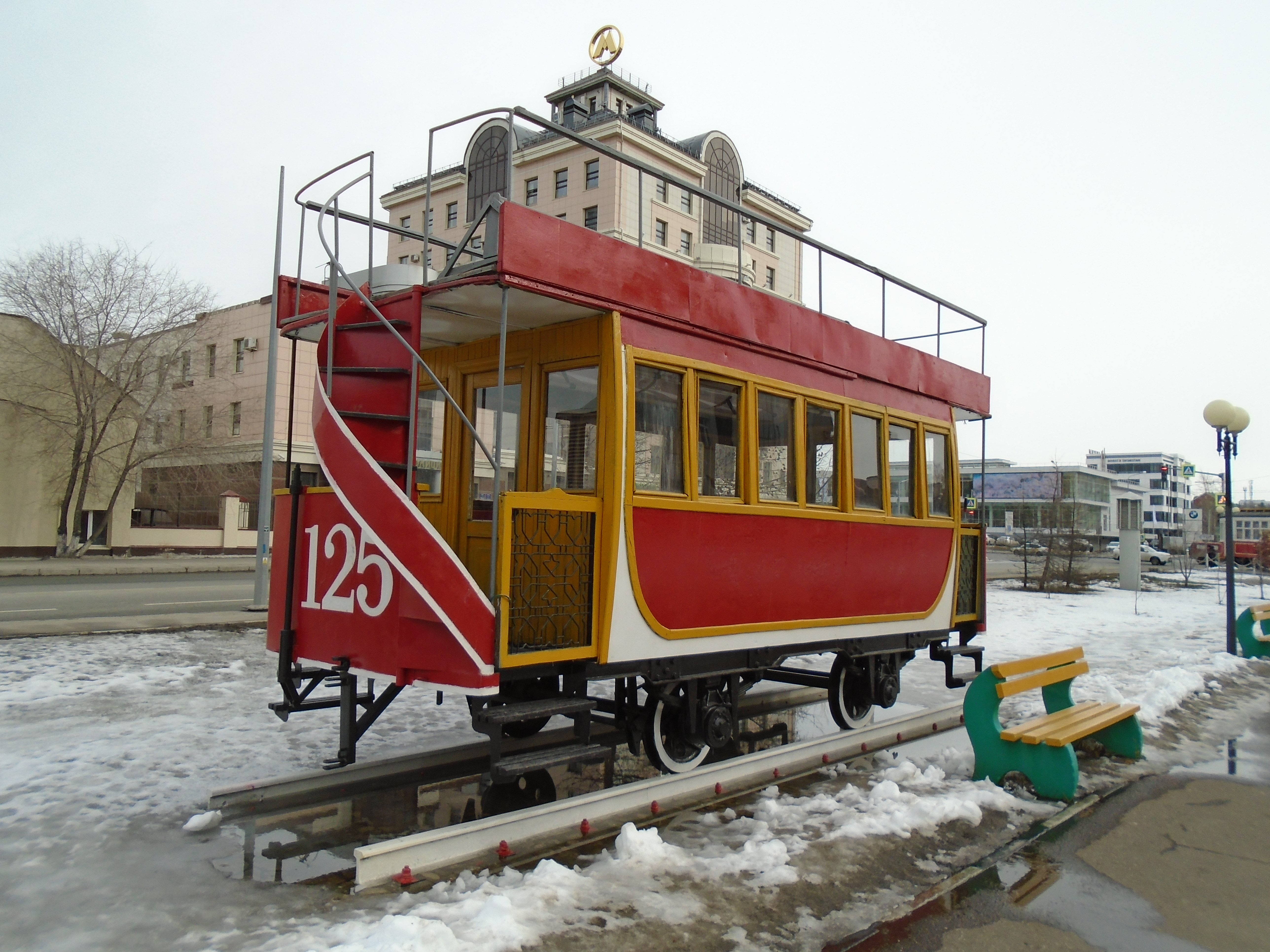
Вагон конки (реплика)
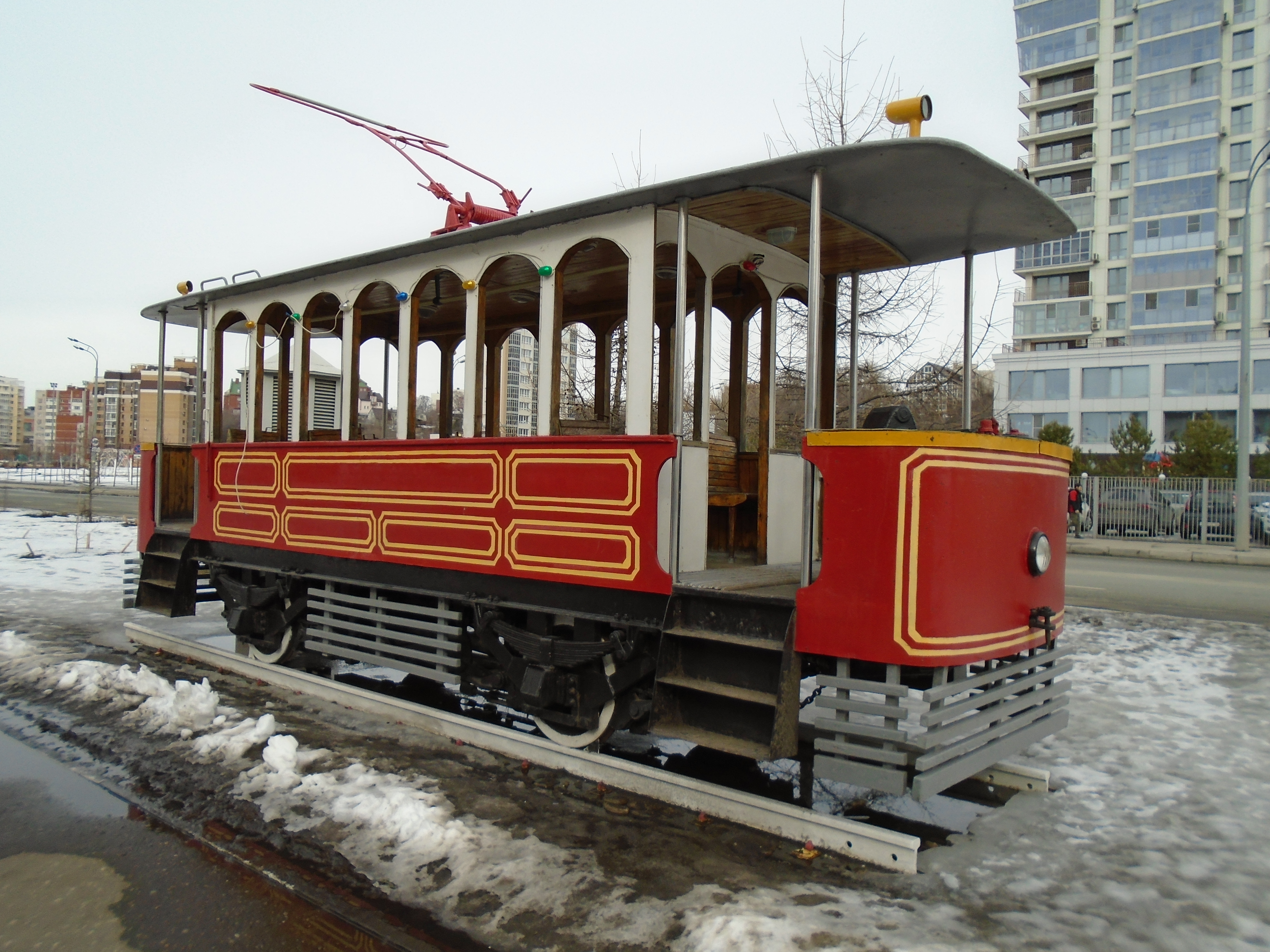
Бельгийский трамвай (реплика)